# Alice's Wonderland Bakery
Alice's Wonderland Bakery (La maravillosa pastelería de Alicia en Hispanoamérica; Alicia en su Maravillosa Pastelería en España) es una serie de televisión animada estadounidense creada para Disney Junior por Chelsea Beyl, inspirada en la película Alicia en el país de las maravillas de 1951. El programa fue producido por Disney Television Animation y se emitió en Disney Junior del 9 de febrero de 2022 al 15 de abril de 2024. El mismo día del estreno, se lanzaron anticipadamente los primeros seis episodios en Disney+.
La serie se centra en Alicia, una joven panadera que trabaja en la Panadería del País de las Maravillas y es la bisnieta de la Alicia original. El programa pretende resaltar la importancia de la comida, que se utiliza como una forma de autoexpresión y creatividad.

## Trama
La serie gira en torno a Alicia, la bisnieta de la Alicia original, que es una joven panadera que trabaja en la Panadería del País de las Maravillas. Mientras explora el reino en varias aventuras culinarias, la acompañan sus amigos Fergie (descendiente del Conejo Blanco), Hattie (descendiente del Sombrerero Loco) y Rosa, la Princesa de Corazones (descendiente de la Reina de Corazones).
La Panadería del País de las Maravillas, con forma de tetera, tiene una cocina en la que algunos de los objetos están animados, como el horno y la batidora. La panadería también tiene una despensa, que es un túnel vertical en el que los ingredientes están en estantes a los lados, y cualquiera que entre flotará en su interior como si estuviera en el espacio. Los postres (y en menor medida las comidas) que preparan los personajes son en su mayoría mágicos, lo que da como resultado efectos problemáticos o agradables.

## Producción

### Desarrollo
Alice's Wonderland Bakery está basada en la película animada de Disney Alicia en el país de las maravillas (1951), que a su vez está basada en la serie de libros Las aventuras de Alicia en el país de las maravillas y A través del espejo y lo que Alicia encontró allí de Lewis Carroll. En la película, hay una escena en la que el Sombrerero Loco organiza una fiesta de té con teteras que tocan música, sombreros que producen pasteles glaseados de tres capas y velas de fuegos artificiales que explotan en el cielo. Disney Television Animation decidió producir un proyecto patrimonial basado en la escena., que también se inspiraría en la sensación de conexión que brinda la comida. La creadora Chelsea Beyl dijo: "Empecé a pensar en toda la extravagancia, la comedia y los personajes peculiares que hay en la película original y pensé: 'Vaya, a los niños en edad preescolar les va a encantar esto'... Es una tontería. Y luego combinamos todo eso con la repostería, que, por supuesto, a los niños también les encanta hacer". En mayo de 2021, Disney Junior dio luz verde a la serie, que se emitirá en la cadena en 2022.
Según el coproductor ejecutivo y director artístico Frank Montagna, el cambio en la narrativa de una película animada de los años 50 a una serie de televisión animada para preescolares de 2022 fue inesperadamente simple. Afirmó que hay muchas actividades divertidas en Wonderland, como las fiestas del té, las cartas y los laberintos. El equipo eliminó los elementos aterradores de la película original y mantuvo los entretenidos. A lo largo del libro y la película, hay referencias a las palabras "Cómeme" y "Bébeme". Debido a esto, a Montaga se le ocurrió la idea de fusionar "Alicia en el país de las maravillas" con una panadería cuando Beyl le presentó inicialmente el programa. El programa destaca la importancia de la comida, que se utiliza como una forma de creatividad y autoexpresión; Alicia hace amigos y aprende sobre otras culturas a través de la comida. Beyl afirmó que "la comida [es] esencialmente el superpoder [de Alicia]... [y] cómo se conecta con todos estos personajes curiosos y peculiares". La serie rinde homenaje a la Alicia original, que siempre está pensando, al tener su versión de Alicia constantemente tratando de descubrir cosas.
El 6 de junio de 2023, se anunció que Kathryn Beaumont (quien prestó su voz a Alicia en la película de Disney de 1951) haría una aparición especial en el especial de 22 minutos "El primer día de Alicia en el país de las maravillas".
El 1 de abril de 2024, las cuentas de redes sociales de Disney Junior publicaron una lista de su programación de abril de 2024, anunciando el final de la serie.

## Transmisión
La serie se estrenó originalmente el 9 de febrero de 2022. Ese mismo día, se lanzaron anticipadamente los primeros seis episodios en los canales Disney Junior y Disney+. En abril de 2022, el programa se renovó para una segunda temporada, la cual se estrenó el 28 de junio de 2023.